# The Cure/Diskografie
Diese Diskografie ist eine Übersicht über die musikalischen Werke der britischen Band The Cure. Den Schallplattenauszeichnungen zufolge hat sie bisher mehr als 20,7 Millionen Tonträger verkauft, davon alleine in ihrer Heimat über 6,6 Millionen. Ihre erfolgreichste Veröffentlichung ist das Album Disintegration mit über 2,7 Millionen verkauften Einheiten.

## Alben

### Studioalben
| Jahr | Titel Musiklabel                                    | Höchstplatzierung, Gesamtwochen, AuszeichnungChartplatzierungen (Jahr, Titel, Musiklabel, Platzierungen, Wochen, Auszeichnungen, Anmerkungen) | Höchstplatzierung, Gesamtwochen, AuszeichnungChartplatzierungen (Jahr, Titel, Musiklabel, Platzierungen, Wochen, Auszeichnungen, Anmerkungen) | Höchstplatzierung, Gesamtwochen, AuszeichnungChartplatzierungen (Jahr, Titel, Musiklabel, Platzierungen, Wochen, Auszeichnungen, Anmerkungen) | Höchstplatzierung, Gesamtwochen, AuszeichnungChartplatzierungen (Jahr, Titel, Musiklabel, Platzierungen, Wochen, Auszeichnungen, Anmerkungen) | Höchstplatzierung, Gesamtwochen, AuszeichnungChartplatzierungen (Jahr, Titel, Musiklabel, Platzierungen, Wochen, Auszeichnungen, Anmerkungen) | Anmerkungen |
| Jahr | Titel Musiklabel                                    | DE | AT | CH | UK | US | Anmerkungen |
| ---- | --------------------------------------------------- | --- | --- | --- | --- | --- | --- |
| 1979 | Three Imaginary Boys Fiction Records (Polydor)      | — | — | — | UK44 Silber · (3 Wo.)UK | — | Erstveröffentlichung: 8. Mai 1979                                                                                                  |
| 1980 | Seventeen Seconds Fiction Records (Polydor)         | — | — | — | UK20 (11 Wo.)UK | US186 (1 Wo.)US | Erstveröffentlichung: 18. April 1980 Charteinstieg US: 2020                                                                        |
| 1981 | Faith Fiction Records (APB Music)                   | — | — | — | UK14 Silber · (8 Wo.)UK | US196 (1 Wo.)US | Erstveröffentlichung: 14. April 1981 Charteinstieg US: 2021, die Kassettenversion enthält zusätzlich den Soundtrack Carnage Visors |
| 1982 | Pornography Fiction Records (APB Music)             | — | — | — | UK8 Silber · (9 Wo.)UK | US133 (1 Wo.)US | Erstveröffentlichung: 3. Mai 1982 Charteinstieg US: 2022                                                                           |
| 1984 | The Top Fiction Records (APB Music)                 | DE44 (5 Wo.)DE | — | — | UK10 Silber · (10 Wo.)UK | US180 (4 Wo.)US | Erstveröffentlichung: 30. April 1984                                                                                               |
| 1985 | The Head on the Door Fiction Records (APB Music)    | DE15 (21 Wo.)DE | — | CH14 (7 Wo.)CH | UK7 Gold · (13 Wo.)UK | US59 Gold · (49 Wo.)US | Erstveröffentlichung: 26. August 1985                                                                                              |
| 1987 | Kiss Me Kiss Me Kiss Me Fiction Records (APB Music) | DE4 (22 Wo.)DE | AT4 (16 Wo.)AT | CH3 (17 Wo.)CH | UK6 Gold · (15 Wo.)UK | US35 Platin · (52 Wo.)US | Erstveröffentlichung: 25. Mai 1987                                                                                                 |
| 1989 | Disintegration Fiction Records (Polydor)            | DE2 Gold · (35 Wo.)DE | AT5 (20 Wo.)AT | CH4 Gold · (16 Wo.)CH | UK3 Gold · (27 Wo.)UK | US12 ×2Doppelplatin · (55 Wo.)US | Erstveröffentlichung: 2. Mai 1989                                                                                                  |
| 1992 | Wish Fiction Records (Polydor)                      | DE4 a (31 Wo.)DE | AT14 (18 Wo.)AT | CH5 a Gold · (13 Wo.)CH | UK1 Gold · (14 b Wo.)UK | US2 Platin · (26 Wo.)US | Erstveröffentlichung: 17. April 1992                                                                                               |
| 1996 | Wild Mood Swings Fiction Records (Polydor)          | DE17 (14 Wo.)DE | AT12 (12 Wo.)AT | CH9 (8 Wo.)CH | UK9 (8 Wo.)UK | US12 Gold · (14 Wo.)US | Erstveröffentlichung: 6. Mai 1996                                                                                                  |
| 2000 | Bloodflowers Fiction Records (UMG)                  | DE5 (11 Wo.)DE | AT22 (7 Wo.)AT | CH3 Gold · (9 Wo.)CH | UK14 (3 Wo.)UK | US16 (9 Wo.)US | Erstveröffentlichung: 14. Februar 2000                                                                                             |
| 2004 | The Cure Geffen Records (UMG)                       | DE3 (9 Wo.)DE | AT12 (8 Wo.)AT | CH5 (10 Wo.)CH | UK8 Silber · (6 Wo.)UK | US7 (11 Wo.)US | Erstveröffentlichung: 28. Juni 2004                                                                                                |
| 2008 | 4:13 Dream Geffen Records (UMG)                     | DE21 (4 Wo.)DE | AT28 (2 Wo.)AT | CH15 (4 Wo.)CH | UK33 (2 Wo.)UK | US16 (4 Wo.)US | Erstveröffentlichung: 24. Oktober 2008                                                                                             |
| 2024 | Songs of a Lost World Capitol Records (UMG)         | DE1 (17 Wo.)DE | AT1 (12 Wo.)AT | CH1 (16 Wo.)CH | UK1 Gold · (10 Wo.)UK | US4 (2 Wo.)US | Erstveröffentlichung: 1. November 2024                                                                                             |

grau schraffiert: keine Chartdaten aus diesem Jahr verfügbar

### Livealben
| Jahr | Titel Musiklabel                                       | Höchstplatzierung, Gesamtwochen, AuszeichnungChartplatzierungen (Jahr, Titel, Musiklabel, Platzierungen, Wochen, Auszeichnungen, Anmerkungen) | Höchstplatzierung, Gesamtwochen, AuszeichnungChartplatzierungen (Jahr, Titel, Musiklabel, Platzierungen, Wochen, Auszeichnungen, Anmerkungen) | Höchstplatzierung, Gesamtwochen, AuszeichnungChartplatzierungen (Jahr, Titel, Musiklabel, Platzierungen, Wochen, Auszeichnungen, Anmerkungen) | Höchstplatzierung, Gesamtwochen, AuszeichnungChartplatzierungen (Jahr, Titel, Musiklabel, Platzierungen, Wochen, Auszeichnungen, Anmerkungen) | Höchstplatzierung, Gesamtwochen, AuszeichnungChartplatzierungen (Jahr, Titel, Musiklabel, Platzierungen, Wochen, Auszeichnungen, Anmerkungen) | Anmerkungen |
| Jahr | Titel Musiklabel                                       | DE | AT | CH | UK | US | Anmerkungen |
| ---- | ------------------------------------------------------ | --- | --- | --- | --- | --- | --- |
| 1984 | Concert – The Cure Live Fiction Records (Polydor)      | — | — | — | UK26 (4 Wo.)UK | — | Erstveröffentlichung: 16. Oktober 1984 Live-Mitschnitt London & Oxford ’84, die Kassettenversion enthält zusätzlich Curiosity (Cure Anomalies 1977–1984)                     |
| 1990 | Entreat Fiction Records (Polydor)                      | DE15 (15 Wo.)DE | AT19 (7 Wo.)AT | CH31 (3 Wo.)CH | UK10 (5 Wo.)UK | — | Erstveröffentlichung: September 1990 Konzertmitschnitt Wembley ’89; limitiert                                                                                                |
| 1993 | Show Fiction Records (Polydor)                         | DE17 (10 Wo.)DE | AT16 (4 Wo.)AT | CH37 (2 Wo.)CH | UK29 Silber · (2 Wo.)UK | US42 (7 Wo.)US | Erstveröffentlichung: 13. September 1993 Konzertmitschnitt Michigan ’92, Doppel-CD                                                                                           |
| 1993 | Paris Fiction Records (Polydor)                        | DE11 (1 Wo.)DE | AT42 (1 Wo.)AT | CH20 (1 Wo.)CH | UK56 (1 Wo.)UK | US118 (2 Wo.)US | Erstveröffentlichung: 25. Oktober 1993 Konzertmitschnitt Paris ’92 in DE, AT, CH erst 2024 in der 30th Anniversary Edition (mit 2 Zusatztracks) in den Charts                |
| 1997 | Five Swing Live Fiction Records (Fiction)              | — | — | — | — | — | Erstveröffentlichung: Juni 1997 Konzertmitschnitt UK ’96, limitiert auf 5.000 Stück, Vertrieb nur über thecure.com                                                           |
| 2011 | Bestival Live 2011 Sunday Best Recordings (Pias)       | DE79 (1 Wo.)DE | — | CH94 (1 Wo.)CH | — | — | Erstveröffentlichung: 2. Dezember 2011 Komplett-Konzertmitschnitt (Doppel-CD) von Bestival 2011, Reingewinn der Verkäufe geht an den „Isle of Wight Youth Trust“             |
| 2019 | 40 Live – Curætion 25 – Anniversary Eagle Vision (UMG) | DE2 (5 Wo.)DE | — | CH15 (1 Wo.)CH | — | — | Erstveröffentlichung: 18. Oktober 2019 Komplett-Konzertmitschnitte vom Meltdown Festival 2018 und dem Konzert zum 40-jährigen Jubiläum am 7. Juli 2018 im Londoner Hyde Park |

### Kompilationen
| Jahr | Titel Musiklabel                                                                          | Höchstplatzierung, Gesamtwochen, AuszeichnungChartplatzierungen (Jahr, Titel, Musiklabel, Platzierungen, Wochen, Auszeichnungen, Anmerkungen) | Höchstplatzierung, Gesamtwochen, AuszeichnungChartplatzierungen (Jahr, Titel, Musiklabel, Platzierungen, Wochen, Auszeichnungen, Anmerkungen) | Höchstplatzierung, Gesamtwochen, AuszeichnungChartplatzierungen (Jahr, Titel, Musiklabel, Platzierungen, Wochen, Auszeichnungen, Anmerkungen) | Höchstplatzierung, Gesamtwochen, AuszeichnungChartplatzierungen (Jahr, Titel, Musiklabel, Platzierungen, Wochen, Auszeichnungen, Anmerkungen) | Höchstplatzierung, Gesamtwochen, AuszeichnungChartplatzierungen (Jahr, Titel, Musiklabel, Platzierungen, Wochen, Auszeichnungen, Anmerkungen) | Anmerkungen | [↑]: gemeinsam behandelt mit vorhergehendem Eintrag; [←]: in beiden Charts platziert |
| Jahr | Titel Musiklabel                                                                          | DE | AT | CH | UK | US | Anmerkungen |                                                                                      |
| ---- | ----------------------------------------------------------------------------------------- | --- | --- | --- | --- | --- | --- | ------------------------------------------------------------------------------------ |
| 1980 | Boys Don’t Cry Fiction Records (APB Music)                                                | — | — | — | UK71 Platin · (7 Wo.)UK | — | Erstveröffentlichung: August 1980 alternative US-Version von Three Imaginary Boys                                                                      |                                                                                      |
| 1983 | Japanese Whispers Fiction Records (APB Music)                                             | DE46 (15 Wo.)DE | — | — | UK26 Silber · (14 Wo.)UK | US181 (5 Wo.)US | Erstveröffentlichung: Dezember 1983 enthält die Singles Let’s Go To Bed, The Walk und The Lovecats sowie deren B-Seiten                                |                                                                                      |
| 1986 | Standing on a Beach: The Singles Fiction Records (APB Music)                              | DE11 Gold · (23 Wo.)DE | — | CH11 Gold · (8 Wo.)CH | UK4 Gold · (35 Wo.)UK | US48 ×2Doppelplatin · (57 Wo.)US | Erstveröffentlichung: 6. Mai 1986 Kompilation der Singles von 1978 bis 1986, die Kassettenversion enthält zusätzlich die B-Seiten der Singles          |                                                                                      |
| 1986 | Staring at the Sea: The Singles Fiction Records (APB Music)[DE: ↑]                        | DE11 Gold · (23 Wo.)DE | —[CH: ↑] | CH11 Gold · (8 Wo.)CH | UK86 Gold · (4 Wo.)UK[US: ↑] | US48 ×2Doppelplatin · (57 Wo.)US | Erstveröffentlichung: 3. Juni 1986 |                                                                                      |
| 1990 | Mixed Up! Fiction Records (Polydor)                                                       | DE18 (16 Wo.)DE | AT24 (3 Wo.)AT | CH26 (6 Wo.)CH | UK8 Gold · (19 Wo.)UK | US14 Platin · (42 Wo.)US | Erstveröffentlichung: 15. Oktober 1990 Kompilation mit Remixes von ausgewählten Cure-Singles                                                           |                                                                                      |
| 1997 | Galore – The Singles 1987–1997 Fiction Records (Polydor)                                  | DE51 (5 Wo.)DE | — | — | UK37 Silber · (3 Wo.)UK | US32 Gold · (13 Wo.)US | Erstveröffentlichung: 3. November 1997 Kompilation der Singles 1987–1997                                                                               |                                                                                      |
| 2001 | Greatest Hits Fiction Records (Polydor)                                                   | DE22 Platin · (8 Wo.)DE | AT34 (3 Wo.)AT | CH24 (9 Wo.)CH | UK19 ×3Dreifachplatin · (78 Wo.)UK | US58 (3 Wo.)US | Erstveröffentlichung: 12. November 2001 Kompilation von 18 Cure-Singles, auch als limitierte Doppel-CD erschienen mit allen Hits als Akustik-Versionen |                                                                                      |
| 2004 | Join The Dots: B-Sides & Rarities 1978–2001 (The Fiction Years) Fiction Records (Polydor) | — | — | — | UK98 (1 Wo.)UK | US106 (1 Wo.)US | Erstveröffentlichung: 26. Januar 2004 Boxset mit den B-Seiten der Singles sowie einigen Raritäten                                                      |                                                                                      |
| 2018 | Torn Down: Mixed Up Extras 2018 Fiction Records (Fiction)                                 | — | — | — | — | — | Erstveröffentlichung: 21. April 2018 16 Remixe von Robert Smith; aufgelegt als Doppel-Picture-Vinyl im Rahmen des Record Store Day 2018                |                                                                                      |

grau schraffiert: keine Chartdaten aus diesem Jahr verfügbar

### Remixalben
| Jahr | Titel Musiklabel                            | Höchstplatzierung, Gesamtwochen, AuszeichnungChartplatzierungen (Jahr, Titel, Musiklabel, Platzierungen, Wochen, Auszeichnungen, Anmerkungen) | Höchstplatzierung, Gesamtwochen, AuszeichnungChartplatzierungen (Jahr, Titel, Musiklabel, Platzierungen, Wochen, Auszeichnungen, Anmerkungen) | Höchstplatzierung, Gesamtwochen, AuszeichnungChartplatzierungen (Jahr, Titel, Musiklabel, Platzierungen, Wochen, Auszeichnungen, Anmerkungen) | Höchstplatzierung, Gesamtwochen, AuszeichnungChartplatzierungen (Jahr, Titel, Musiklabel, Platzierungen, Wochen, Auszeichnungen, Anmerkungen) | Höchstplatzierung, Gesamtwochen, AuszeichnungChartplatzierungen (Jahr, Titel, Musiklabel, Platzierungen, Wochen, Auszeichnungen, Anmerkungen) | Anmerkungen                         |
| Jahr | Titel Musiklabel                            | DE | AT | CH | UK | US | Anmerkungen                         |
| ---- | ------------------------------------------- | --- | --- | --- | --- | --- | ----------------------------------- |
| 2025 | Mixes of a Lost World Capitol Records (UMG) | DE5 (2 Wo.)DE | AT9 (2 Wo.)AT | CH4 (2 Wo.)CH | UK9 (1 Wo.)UK | — | Erstveröffentlichung: 13. Juni 2025 |

### EPs
| Jahr | Titel Musiklabel                                                       | Höchstplatzierung, Gesamtwochen, AuszeichnungChartplatzierungen (Jahr, Titel, Musiklabel, Platzierungen, Wochen, Auszeichnungen, Anmerkungen) | Höchstplatzierung, Gesamtwochen, AuszeichnungChartplatzierungen (Jahr, Titel, Musiklabel, Platzierungen, Wochen, Auszeichnungen, Anmerkungen) | Höchstplatzierung, Gesamtwochen, AuszeichnungChartplatzierungen (Jahr, Titel, Musiklabel, Platzierungen, Wochen, Auszeichnungen, Anmerkungen) | Höchstplatzierung, Gesamtwochen, AuszeichnungChartplatzierungen (Jahr, Titel, Musiklabel, Platzierungen, Wochen, Auszeichnungen, Anmerkungen) | Höchstplatzierung, Gesamtwochen, AuszeichnungChartplatzierungen (Jahr, Titel, Musiklabel, Platzierungen, Wochen, Auszeichnungen, Anmerkungen) | Anmerkungen |
| Jahr | Titel Musiklabel                                                       | DE | AT | CH | UK | US | Anmerkungen |
| ---- | ---------------------------------------------------------------------- | --- | --- | --- | --- | --- | --- |
| 1983 | The Walk auch bekannt als: The Upstairs Room Fiction Records (Polydor) | — | — | — | — | US177 (2 Wo.)US | Erstveröffentlichung: 1983 |
| 1985 | Half an Octopuss Fiction Records (APB Music)                           | — | — | — | — | — | Erstveröffentlichung: September 1985 nur in Großbritannien veröffentlicht                                                     |
| 1986 | Quadpus Elektra Records (WMG)                                          | — | — | — | — | — | Erstveröffentlichung: 7. Januar 1986 nur in USA / Kanada veröffentlicht                                                       |
| 1988 | The Peel Sessions Strange Fruit (Pinnacle)                             | — | — | — | — | — | Erstveröffentlichung: 1988 |
| 1993 | Sideshow Elektra Records (WMG)                                         | — | — | — | — | — | Erstveröffentlichung: 1993 Konzertmitschnitt Michigan ’92; Auszug des Livealbums Show; nur in USA / Australien veröffentlicht |
| 1994 | Lost Wishes Fiction Records (Fiction)                                  | — | — | — | — | — | Erstveröffentlichung: 1994 Instrumentalversionen aus den Wish-Sessions; nur direkt über die Plattenfirma vertrieben           |
| 2008 | Hypnagogic States Geffen Records (UMG)                                 | — | — | — | — | — | Erstveröffentlichung: 13. September 2008 enthält je einen Remix der vorigen vier Singles                                      |

## Singles
| Jahr | Titel Album                                 | Höchstplatzierung, Gesamtwochen, AuszeichnungChartplatzierungen (Jahr, Titel, Album, Platzierungen, Wochen, Auszeichnungen, Anmerkungen) | Höchstplatzierung, Gesamtwochen, AuszeichnungChartplatzierungen (Jahr, Titel, Album, Platzierungen, Wochen, Auszeichnungen, Anmerkungen) | Höchstplatzierung, Gesamtwochen, AuszeichnungChartplatzierungen (Jahr, Titel, Album, Platzierungen, Wochen, Auszeichnungen, Anmerkungen) | Höchstplatzierung, Gesamtwochen, AuszeichnungChartplatzierungen (Jahr, Titel, Album, Platzierungen, Wochen, Auszeichnungen, Anmerkungen) | Höchstplatzierung, Gesamtwochen, AuszeichnungChartplatzierungen (Jahr, Titel, Album, Platzierungen, Wochen, Auszeichnungen, Anmerkungen) | Anmerkungen                                                                                       |
| Jahr | Titel Album                                 | DE | AT | CH | UK | US | Anmerkungen                                                                                       |
| ---- | ------------------------------------------- | --- | --- | --- | --- | --- | ------------------------------------------------------------------------------------------------- |
| 1978 | Killing an Arab Boys Don’t Cry              | — | — | — | — | — | Erstveröffentlichung: 28. Dezember 1978 B-Seite: 10:15 Saturday Night                             |
| 1979 | Boys Don’t Cry                              | — | — | — | — | — | Erstveröffentlichung: 15. Juni 1979 B-Seite: Plastic Passion                                      |
| 1979 | Jumping Someone Else’s Train Boys Don’t Cry | — | — | — | — | — | Erstveröffentlichung: 20. November 1979 B-Seite: I’m Cold                                         |
| 1980 | 10:15 Saturday Night Three Imaginary Boys   | — | — | — | — | — | Erstveröffentlichung: 1980 B-Seite: Accuracy                                                      |
| 1980 | A Forest Seventeen Seconds                  | — | — | — | UK31 Silber · (8 Wo.)UK | — | Erstveröffentlichung: 28. März 1980 B-Seite: Another Journey by Train                             |
| 1981 | Primary Faith                               | — | — | — | UK43 (6 Wo.)UK | — | Erstveröffentlichung: 20. März 1981 B-Seite: Descent                                              |
| 1981 | Charlotte Sometimes –                       | — | — | — | UK44 (4 Wo.)UK | — | Erstveröffentlichung: 13. Oktober 1981 B-Seite: Splintered in Her Head                            |
| 1982 | The Hanging Garden Pornography              | — | — | — | UK34 (4 Wo.)UK | — | Erstveröffentlichung: 12. Juli 1982 B-Seite: Killing an Arab (live)                               |
| 1982 | Let’s Go to Bed –                           | — | — | — | UK44 (6 Wo.)UK | — | Erstveröffentlichung: 15. November 1982 B-Seite: Just One Kiss                                    |
| 1983 | The Walk –                                  | — | — | — | UK12 (8 Wo.)UK | — | Erstveröffentlichung: Juni 1983 B-Seite: The Dream                                                |
| 1983 | The Lovecats –                              | — | — | — | UK7 Gold · (13 Wo.)UK | — | Erstveröffentlichung: 21. Oktober 1983 B-Seite: Speak My Language                                 |
| 1984 | The Caterpillar The Top                     | — | — | — | UK14 (7 Wo.)UK | — | Erstveröffentlichung: 20. März 1984 B-Seite: Happy the Man                                        |
| 1984 | A Forest (Live) Concert – The Cure Live     | — | — | — | — | — | Erstveröffentlichung: 20. März 1984 B-Seite: Primary (Live)                                       |
| 1985 | In Between Days The Head on the Door        | DE45 (7 Wo.)DE | — | — | UK15 Gold · (11 Wo.)UK | US99 (1 Wo.)US | Erstveröffentlichung: 19. Juli 1985 B-Seite: The Exploding Boy bzw. Stop Dead (US)                |
| 1985 | Close to Me The Head on the Door            | — | — | — | UK24 Platin · (8 Wo.)UK | — | Erstveröffentlichung: 9. September 1985 B-Seite: A Man Inside My Mouth bzw. Sinking (US & CA)     |
| 1986 | Boys Don’t Cry 1986 –                       | DE19 (14 Wo.)DE | — | — | UK22 Platin · (6 Wo.)UK | — | Erstveröffentlichung: 21. April 1986 B-Seite: Pillbox Tales                                       |
| 1987 | Why Can’t I Be You? Kiss Me Kiss Me Kiss Me | DE29 (12 Wo.)DE | — | CH28 (1 Wo.)CH | UK21 (5 Wo.)UK | US54 (12 Wo.)US | Erstveröffentlichung: 6. April 1987 B-Seite: A Japanese Dream                                     |
| 1987 | Catch Kiss Me Kiss Me Kiss Me               | DE59 (3 Wo.)DE | — | — | UK27 (6 Wo.)UK | — | Erstveröffentlichung: 22. Juni 1987 B-Seite: Breathe                                              |
| 1987 | Just Like Heaven Kiss Me Kiss Me Kiss Me    | — | — | — | UK29 Platin · (5 Wo.)UK | US40 (19 Wo.)US | Erstveröffentlichung: 5. Oktober 1987 B-Seite: Snow in Summer                                     |
| 1988 | Hot Hot Hot!!! Kiss Me Kiss Me Kiss Me      | — | — | — | UK45 (3 Wo.)UK | US65 (7 Wo.)US | Erstveröffentlichung: 8. Februar 1988 B-Seite: Hey You                                            |
| 1989 | Lullaby Disintegration                      | DE3 (25 Wo.)DE | AT5 (16 Wo.)AT | CH14 (9 Wo.)CH | UK5 Silber · (7 Wo.)UK | US74 (8 Wo.)US | Erstveröffentlichung: 4. April 1989 B-Seite: Babble                                               |
| 1989 | Fascination Street Disintegration           | — | — | — | — | US46 (11 Wo.)US | Erstveröffentlichung: 18. April 1989 B-Seite: Babble VÖ nur in US & CA                            |
| 1989 | Lovesong Disintegration                     | DE21 (14 Wo.)DE | — | — | UK18 Silber · (7 Wo.)UK | US2 (17 Wo.)US | Erstveröffentlichung: 21. August 1989 B-Seite: 2 Late                                             |
| 1990 | Pictures of You Disintegration              | DE18 (13 Wo.)DE | — | — | UK24 Silber · (6 Wo.)UK | US71 (8 Wo.)US | Erstveröffentlichung: 6. März 1990 B-Seite: Last Dance bzw. Prayers for Rain                      |
| 1990 | Never Enough Mixed Up!                      | DE17 (11 Wo.)DE | — | CH22 (4 Wo.)CH | UK13 (5 Wo.)UK | US72 (4 Wo.)US | Erstveröffentlichung: 13. September 1990 B-Seite: Harold and Joe                                  |
| 1990 | Close to Me 1990 Mixed Up!                  | DE49 (8 Wo.)DE | — | — | UK13 (5 Wo.)UK | US97 (3 Wo.)US | Erstveröffentlichung: 16. Oktober 1990 B-Seite: Just Like Heaven (Dizzy Mix)                      |
| 1990 | A Forest 1990 –                             | — | — | — | — | — | Erstveröffentlichung: 6. Dezember 1990 B-Seite: A Forest                                          |
| 1992 | High Wish                                   | DE14 (13 Wo.)DE | AT27 (1 Wo.)AT | CH14 (7 Wo.)CH | UK8 (4 Wo.)UK | US42 (12 Wo.)US | Erstveröffentlichung: 16. März 1992 B-Seite: This Twilight Garden                                 |
| 1992 | Friday I’m in Love Wish                     | DE16 (23 Wo.)DE | AT13 (9 Wo.)AT | CH17 (17 Wo.)CH | UK6 ×2Doppelplatin · (8 Wo.)UK | US18 (20 Wo.)US | Erstveröffentlichung: 25. Mai 1992 B-Seite: Halo                                                  |
| 1992 | A Letter to Elise Wish                      | — | — | — | UK28 (2 Wo.)UK | — | Erstveröffentlichung: 5. Oktober 1992 B-Seite: The Big Hand                                       |
| 1996 | The 13th Wild Mood Swings                   | DE55 (3 Wo.)DE | — | CH29 (6 Wo.)CH | UK15 (3 Wo.)UK | US44 (4 Wo.)US | Erstveröffentlichung: 23. April 1996 B-Seite: Ocean, Adonais, It Used to Be Me                    |
| 1996 | Mint Car Wild Mood Swings                   | — | — | — | UK31 (2 Wo.)UK | US58 (5 Wo.)US | Erstveröffentlichung: 14. Juli 1996 B-Seite: Home, Waiting, A Pink Dream                          |
| 1996 | Strange Attraction Wild Mood Swings         | — | — | — | — | — | Erstveröffentlichung: 14. Juli 1996 B-Seite: A Pink Dream                                         |
| 1996 | Gone! Wild Mood Swings                      | — | — | — | UK60 (2 Wo.)UK | — | Erstveröffentlichung: 2. Dezember 1996 B-Seite: The 13th (Mix), This Is a Lie, Strange Attraction |
| 1997 | Wrong Number Galore – The Singles 1987–1997 | — | — | — | UK62 (2 Wo.)UK | — | Erstveröffentlichung: 10. November 1997 B-Seite: Remixe des Titeltracks                           |
| 2001 | Cut Here Greatest Hits                      | DE79 (1 Wo.)DE | — | CH94 (1 Wo.)CH | UK54 (2 Wo.)UK | — | Erstveröffentlichung: 5. November 2001 B-Seite: Signal to Noise                                   |
| 2004 | The End of the World The Cure               | DE47 (5 Wo.)DE | — | CH95 (1 Wo.)CH | UK25 (4 Wo.)UK | — | Erstveröffentlichung: 5. Juli 1004 B-Seite: This Morning, Fake                                    |
| 2004 | Alt.End The Cure                            | — | — | — | — | — | Erstveröffentlichung: 12. Oktober 1004 B-Seite: Why Can’t I Be Me?, Your God Is Fear              |
| 2004 | Taking Off The Cure                         | DE73 (4 Wo.)DE | — | — | UK39 (2 Wo.)UK | — | Erstveröffentlichung: 18. Oktober 2004 B-Seite: Why Can’t I Be Me?, Your God Is Fear              |
| 2008 | The Only One 4:13 Dream                     | DE77 (2 Wo.)DE | — | — | UK48 (2 Wo.)UK | — | Erstveröffentlichung: 13. Mai 2008 B-Seite: NY Trip                                               |
| 2008 | Freakshow 4:13 Dream                        | DE78 (2 Wo.)DE | — | — | UK89 (1 Wo.)UK | — | Erstveröffentlichung: 13. Juni 2008 B-Seite: All Kinds of Stuff                                   |
| 2008 | Sleep When I’m Dead 4:13 Dream              | DE80 (1 Wo.)DE | — | — | UK68 (1 Wo.)UK | — | Erstveröffentlichung: 13. Juli 2008 B-Seite: Down Under                                           |
| 2008 | The Perfect Boy 4:13 Dream                  | DE86 (1 Wo.)DE | — | — | UK78 (1 Wo.)UK | — | Erstveröffentlichung: 13. August 2008 B-Seite: Without You                                        |
| 2024 | Alone Songs of a Lost World                 | — | — | — | — | — | Erstveröffentlichung: 26. September 2024                                                          |
| 2024 | A Fragile Thing Songs of a Lost World       | — | — | — | — | — | Erstveröffentlichung: 9. Oktober 2024                                                             |

## Videoalben
Alle Chartplatzierungen beziehen sich, wenn nicht anders angegeben, auf die Musik-DVD-Charts der jeweiligen Länder.

| Jahr | Titel                               | Höchstplatzierung, Gesamtwochen, AuszeichnungChartplatzierungen (Jahr, Titel, Platzierungen, Wochen, Auszeichnungen, Anmerkungen) | Höchstplatzierung, Gesamtwochen, AuszeichnungChartplatzierungen (Jahr, Titel, Platzierungen, Wochen, Auszeichnungen, Anmerkungen) | Höchstplatzierung, Gesamtwochen, AuszeichnungChartplatzierungen (Jahr, Titel, Platzierungen, Wochen, Auszeichnungen, Anmerkungen) | Höchstplatzierung, Gesamtwochen, AuszeichnungChartplatzierungen (Jahr, Titel, Platzierungen, Wochen, Auszeichnungen, Anmerkungen) | Höchstplatzierung, Gesamtwochen, AuszeichnungChartplatzierungen (Jahr, Titel, Platzierungen, Wochen, Auszeichnungen, Anmerkungen) | Anmerkungen                                                                                              |
| Jahr | Titel                               | DE | AT | CH | UK | US | Anmerkungen                                                                                              |
| ---- | ----------------------------------- | --- | --- | --- | --- | --- | --- |
| 1985 | Live in Japan                       | — | — | — | — | — | Erstveröffentlichung: Februar 1985 Konzert Tokio 1984; VÖ nur in Japan                                   |
| 1985 | Tea Party                           | — | — | — | — | — | Erstveröffentlichung: Dezember 1985 Videoclips; VÖ nur in Japan                                          |
| 1986 | Staring at the Sea: The Images      | — | — | — | UK18 (6 Wo.)UK | US? Platin · (49 Wo.)US | Erstveröffentlichung: 1986 Videoclips + Shortclips Charteinstieg UK: 1994                                |
| 1987 | The Cure in Orange                  | — | — | — | — | US? Platin · (35 Wo.)US | Erstveröffentlichung: 1987 Konzert Orange 1986                                                           |
| 1991 | Picture Show                        | — | — | — | — | US? Gold · (17 Wo.)US | Erstveröffentlichung: Juli 1991 Videoclips + Shortclips                                                  |
| 1992 | Play Out                            | — | — | — | — | US? (5 Wo.)US | Erstveröffentlichung: September 1992 Live-Mitschnitte + Div. Filmmaterial                                |
| 1993 | Show                                | — | — | — | — | US? (6 Wo.)US | Erstveröffentlichung: Oktober 1993 Konzert Michigan 1992                                                 |
| 1997 | Galore - The Videos 1987 - 1997     | — | — | — | UK17 (4 Wo.)UK | US? (11 Wo.)US | Erstveröffentlichung: Oktober 1997 Videoclips                                                            |
| 2001 | Greatest Hits                       | — | — | — | UK23 Gold · (13 Wo.)UK | US? (1 Wo.)US | Erstveröffentlichung: 2001 Videos + Acoustic Hits + Hidden Videos                                        |
| 2003 | Dark Trilogy – Live In Berlin       | DE28 Gold · (4 Wo.)DE | — | — | UK7 (12 Wo.)UK | US? ×2Doppelplatin · (9 Wo.)US | Erstveröffentlichung: 3. Juni 2003 Konzert im Tempodrom Berlin (2002) in DE in den Albumcharts platziert |
| 2006 | Festival 2005                       | — | — | — | — | US? (1 Wo.)US | Erstveröffentlichung: 5. Dezember 2006                                                                   |
| 2019 | 40 Live – Curætion 25 – Anniversary | — | — | — | UK1 (68 Wo.)UK | — | Erstveröffentlichung: 18. Oktober 2019                                                                   |

## Boxsets
| Jahr | Titel Musiklabel                           | Anmerkungen                                                                           |
| ---- | ------------------------------------------ | ------------------------------------------------------------------------------------- |
| 1981 | Happily Ever After A&M Records (APB Music) | Erstveröffentlichung: 8. September 1981 enthält die Alben Seventeen Seconds und Faith |

## Promoveröffentlichungen
| Jahr | Titel Album             | Anmerkungen                |
| ---- | ----------------------- | -------------------------- |
| 1984 | Shake Dog Shake The Top | Erstveröffentlichung: 1984 |

## Sonderveröffentlichungen

### Samplerbeiträge
- 1989: Stranger Than Fiction (Song: To The Sky)
- 1990: Rubaiyat (Song: Hello I Love You (The-Doors-Coverversion))
- 1993: Stone Free (Song: Purple Haze (Jimi-Hendrix-Coverversion))
- 1995: 104.9 (Song: Young Americans (David-Bowie-Coverversion))
- 1996: For The Masses (Song: World In My Eyes (Depeche-Mode-Coverversion))
- 2004: Dragon Hunters – Die Drachenjäger (Song: The Dragon Hunters Song)
- 2007: Instant Karma (Song: Love – John-Lennon-Coverversion)

### Soundtrackbeiträge
- 1980: Times Square (Song: Grinding Halt)
- 1981: Carnage Visors (Film-Soundtrack, auf Kassette veröffentlicht, später auf der Faith-Wiederveröffentlichung)
- 1989: Lost Angels (Song: Disintegration)
- 1994: The Crow (Song: Burn)
- 1995: Judge Dredd (Song: The Dredd Song)
- 1997: Karriere Girls (Songs: The Lovecats, The Walk, The Upstairs Room) (nicht auf CD erschienen)
- 1998: Akte X – Die unheimlichen Fälle des FBI (Song: More Than This)
- 1998: Orgazmo (Song: A Sign from God) als COGASM (aka Jason Cooper, Reeves Gabrels & Robert Smith)
- 2000: American Psycho (Song: Watching Me Fall (Underdog Remix))
- 2004: One Perfect Day (Song: Pictures of You (Paulmac Remix) – Robert Smith solo)
- 2004: Resident Evil – Apocalypse (Song: Us or Them)
- 2005: The Suicide Girls – Black Heart Retrospective (Song: One Hundred Years)
- 2005: Just Like Heaven (Song: Just Like Heaven)
- 2005: Die History Boys – Fürs Leben lernen (Song: A Forest)
- 2006: Marie Antoinette (Songs: Plainsong und All Cats Are Grey)
- 2006: Starter for Ten (Songs: In Between Days, Six Different Ways, Lovesong, Pictures of You, Boys Don’t Cry und All Cats Are Grey)
- 2008: Son of Rambow (Song: Close to Me)
- 2009: Underworld – Rise of the Lycans (Song: Underneath the Stars (Renholder Remix))
- 2010: Almost Alice (Song: Very Good Advice – Robert Smith solo)
- 2017: Tote Mädchen lügen nicht (Song: Fascination Street)
- 2017: Es (Song: Six different ways)
- 2018: Deutschland 86 (Song: Close to Me)

## Statistik

### Chartauswertung
|                     | DE     | AT     | CH     | UK     | US     |
| ------------------- | ------ | ------ | ------ | ------ | ------ |
| Nummer-eins-Alben   | DE1DE  | AT1AT  | CH1CH  | UK2UK  | US—US  |
| Top-10-Alben        | DE8DE  | AT4AT  | CH8CH  | UK13UK | US3US  |
| Alben in den Charts | DE21DE | AT14AT | CH18CH | UK27UK | US20US |

|                       | DE     | AT    | CH    | UK     | US     |
| --------------------- | ------ | ----- | ----- | ------ | ------ |
| Nummer-eins-Singles   | DE—DE  | AT—AT | CH—CH | UK—UK  | US—US  |
| Top-10-Singles        | DE1DE  | AT1AT | CH—CH | UK4UK  | US1US  |
| Singles in den Charts | DE19DE | AT3AT | CH8CH | UK34UK | US14US |

|                          | DE    | AT    | CH    | UK    | US    |
| ------------------------ | ----- | ----- | ----- | ----- | ----- |
| Nummer-eins-Videoalben   | DE—DE | AT—AT | CH—CH | UK1UK | US—US |
| Top-10-Videoalben        | DE—DE | AT—AT | CH—CH | UK2UK | US—US |
| Videoalben in den Charts | DE1DE | AT—AT | CH—CH | UK5UK | US9US |

### Auszeichnungen für Musikverkäufe
| Goldene Schallplatte - Australien - 1990: für das Album Mixed Up! - 2001: für das Album Galore – The Singles 1987–1997 - 2006: für das Videoalbum Dark Trilogy – Live In Berlin - 2007: für das Album Greatest Hits - Brasilien - 2024: für die Single Boys Don’t Cry - Frankreich - 1985: für das Album The Head On The Door - 1986: für das Album Boys Don’t Cry - 1986: für das Album Seventeen Seconds - 1987: für das Album Kiss Me Kiss Me Kiss Me - 1990: für das Album Mixed Up! - 2003: für das Videoalbum Greatest Hits - 2019: für das Videoalbum Curætion 25 – Anniversary - 2024: für das Album Songs of a Lost World - Italien - 1996: für das Album Wild Mood Swings - 2015: für das Album Greatest Hits - 2018: für das Album Disintegration - 2019: für die Single Lullaby - 2019: für die Single Close to Me - 2024: für die Single Just Like Heaven - 2025: für das Album Songs of a Lost World - Kanada - 1992: für das Album Wish - Neuseeland - 1981: für das Album Faith - 1992: für das Album Wish - 2008: für das Album Greatest Hits - Niederlande - 1988: für das Album Standing on a Beach: The Singles - Polen - 2008: für das Album 4:13 Dream - 2025: für das Album Songs of a Lost World - Portugal - 1989: für das Album Kiss Me Kiss Me Kiss Me - 2020: für die Single Boys Don’t Cry - Spanien - 1991: für das Album Mixed Up! - 2024: für die Single Close to Me - 2024: für die Single Just Like Heaven | 2× Goldene Schallplatte - Frankreich - 1989: für das Album Disintegration - 1992: für das Album Standing on a Beach: The Singles Platin-Schallplatte - Argentinien - 2001: für das Album Greatest Hits - 2002: für das Videoalbum Greatest Hits - Australien - 2000: für das Album Wish - Belgien - 2007: für das Album Greatest Hits - Dänemark - 2024: für die Single Friday I’m in Love - Europa - 1992: für das Album Wish - 2008: für das Album Greatest Hits - Italien - 2023: für die Single Friday I’m in Love - 2024: für die Single Boys Don’t Cry - Kanada - 2004: für das Videoalbum Dark Trilogy – Live In Berlin - Neuseeland - 1981: für das Album Seventeen Seconds - 1986: für das Album The Head On The Door - 1987: für das Album Standing on a Beach: The Singles - 1989: für das Album Disintegration - 1991: für das Album Mixed Up! - 2022: für die Single Close to Me - Spanien - 1990: für das Album Disintegration - 2024: für die Single Boys Don’t Cry 2× Platin-Schallplatte - Spanien - 2024: für die Single Friday I’m in Love 3× Platin-Schallplatte - Australien - 2000: für das Album Standing on a Beach: The Singles - Neuseeland - 2025: für die Single Friday I’m in Love |

Anmerkung: Auszeichnungen in Ländern aus den Charttabellen bzw. Chartboxen sind in ebendiesen zu finden.
| Land/RegionAuszeichnungen für Musikverkäufe (Land/Region, Auszeichnungen, Verkäufe, Quellen) | Silber       | Gold       | Platin       | Verkäufe    | Quellen                       |
| -------------------------------------------------------------------------------------------- | ------------ | ---------- | ------------ | ----------- | ----------------------------- |
| Argentinien (CAPIF)                                                                          | —            | —          | 2× Platin2   | 48.000      | capif.org.ar                  |
| Australien (ARIA)                                                                            | —            | 4× Gold4   | 4× Platin4   | 392.500     | aria.com.au                   |
| Belgien (BRMA)                                                                               | —            | —          | Platin1      | 50.000      | ultratop.be                   |
| Brasilien (PMB)                                                                              | —            | Gold1      | —            | 30.000      | pro-musicabr.org.br           |
| Dänemark (IFPI)                                                                              | —            | —          | Platin1      | 90.000      | ifpi.dk                       |
| Deutschland (BVMI)                                                                           | —            | 3× Gold3   | Platin1      | 825.000     | musikindustrie.de             |
| Europa (IFPI)                                                                                | —            | —          | 2× Platin2   | (2.000.000) | ifpi.org                      |
| Frankreich (SNEP)                                                                            | —            | 12× Gold12 | —            | 967.500     | infodisc.fr snepmusique.com   |
| Italien (FIMI)                                                                               | —            | 7× Gold7   | 2× Platin2   | 475.000     | fimi.it                       |
| Kanada (MC)                                                                                  | —            | Gold1      | Platin1      | 60.000      | musiccanada.com               |
| Neuseeland (RMNZ)                                                                            | —            | 3× Gold3   | 9× Platin9   | 245.000     | aotearoamusiccharts.co.nz NZ2 |
| Niederlande (NVPI)                                                                           | —            | Gold1      | —            | 50.000      | nvpi.nl                       |
| Polen (ZPAV)                                                                                 | —            | 2× Gold2   | —            | 25.000      | olis.pl                       |
| Portugal (AFP)                                                                               | —            | 2× Gold2   | —            | 25.000      | Einzelnachweise               |
| Schweiz (IFPI)                                                                               | —            | 4× Gold4   | —            | 100.000     | hitparade.ch                  |
| Spanien (Promusicae)                                                                         | —            | 3× Gold3   | 4× Platin4   | 390.000     | elportaldemusica.es ES2       |
| Vereinigte Staaten (RIAA)                                                                    | —            | 4× Gold4   | 11× Platin11 | 8.950.000   | riaa.com                      |
| Vereinigtes Königreich (BPI)                                                                 | 12× Silber12 | 11× Gold11 | 9× Platin9   | 6.865.000   | bpi.co.uk                     |
| Insgesamt                                                                                    | 12× Silber12 | 58× Gold58 | 47× Platin47 |             |                               |